# Ropica squamosa
Ropica squamosa är en skalbaggsart som beskrevs av Charles Joseph Gahan 1894. Ropica squamosa ingår i släktet Ropica och familjen långhorningar.
Artens utbredningsområde är Filippinerna. Inga underarter finns listade i Catalogue of Life.